# José Antonio Morente Oliva
José Antonio Morente Oliva (La Línea de la Concepción, España, 4 de diciembre de 1996), más conocido como Tete Morente, es un futbolista español que juega de centrocampista en la U. S. Lecce de la Serie A.

## Trayectoria
Comenzó la temporada 2014-15 jugando en el equipo juvenil del Atlético de Madrid, hasta que el interior zurdo el año siguiente daría el salto al Atlético de Madrid "B", realizando una buena temporada en Tercera División.
La temporada 2016-17 militó en el C. D. Atlético Baleares en Segunda B disputado 23 partidos en Segunda B, disputando el play-off de ascenso a la categoría de plata.
En julio de 2017 firmó por el Club Gimnàstic de Tarragona, siendo el primer fichaje para su debut en la temporada 2017-18 en la Segunda División, firmando un contrato por dos temporadas. En enero de 2019 fue cedido al Club Deportivo Lugo hasta el final de la temporada 2018-19.
La temporada 2019-20 la inició en el C. D. Lugo, pero en el mercado de invierno fichó por el Málaga C. F. hasta junio de 2021.
El 16 de septiembre de 2020 firmó por el Elche C. F. por cuatro temporadas tras abonar al Málaga C. F. su cláusula de rescisión. Con el equipo ilicitano tuvo la oportunidad de debutar en Primera División.
Una vez finalizó su contrato con el Elche C. F. al término de la campaña 2023-24, se unió a la U. S. Lecce.

## Clubes
| Club                        | País   | Año       |
| --------------------------- | ------ | --------- |
| Atlético de Madrid "B"      | España | 2015-2016 |
| C. D. Atlético Baleares     | España | 2016-2017 |
| Club Gimnàstic de Tarragona | España | 2017-2019 |
| C. D. Lugo                  | España | 2019-2020 |
| Málaga C. F.                | España | 2020      |
| Elche C. F.                 | España | 2020-2024 |
| U. S. Lecce                 | Italia | 2024-     |